# Бертран (озеро)
Бертран или Бертранд (исп. Lago Bertrand) — озеро в чилийской Патагонии.

## Общие сведения
Озеро Бертран расположено в окружении ледников и горных хребтов Анд. Имеет форму полумесяца или запятой, общая длина составляет 19 км, максимальная ширина — около 7 км, площадь — 48,1 км².
Основное питание озеро получает из озера Хенераль-Каррера. Сток в общем юго-западном направлении по реке Бейкер, самой полноводной реке Чили, в одноимённый залив Тихого океана.
Имеет ледниковое происхождения. Паводок летний, связанный с таянием льдов Северо-Патагонского ледника, а также ледников Паскаль и Ньюболд.
Климат в районе озера холодный и ветреный. В 1971 и 1991 годах извержение вулкана Серро-Хадсон нанесло ущерб экономике района, базирующейся в основном на овцеводстве.
Единственным населённым пунктом у озера является Пуэрто-Бертран, расположенный у южной оконечности озера, в том месте, где из озера вытекает река Бейкер. В посёлке проживает около 300 жителей, он относится к муниципалитету Чико. Важным событием в жизни Пуэрто-Бертрана является ежегодный турнир по спортивному рыболовству, который проходит в конце февраля и привлекает большое число рыбаков и туристов.
Озеро Бертран долгое время находилось в изоляции от остальной части Чили, но после открытия в начале 1990-х шоссе Carretera Austral на берегах озера начался туристический бум. В первую очередь туристов привлекает прекрасная рыбалка, в том числе на лосося. Также здесь можно заниматься байдарочным спортом. В последнее время активно развивается экотуризм, так как озеро лежит в окружении нетронутых ландшафтов, высоких гор, субантарктических буковых лесов. В этих лесах обитают многие редкие виды фауны, в том числе и южноандский олень, находящийся под угрозой исчезновения.